# بين وندل
بين وندل (بالإنجليزية: Ben Wendel)‏ هو عازف جاز أمريكي، ولد في 20 فبراير 1976 في فانكوفر في كندا.

## وصلات خارجية
- الموقع الرسمي
- بين وندل على موقع ميوزك برينز (الإنجليزية)
- بين وندل على موقع أول ميوزيك (الإنجليزية)
- بين وندل على موقع ديسكوغز (الإنجليزية)